# (860) Ursina
(860) Ursina ist ein Asteroid des Hauptgürtels, der am 22. Januar 1917 vom deutschen Astronomen Max Wolf in Heidelberg entdeckt wurde.
Die Herkunft des Namens ist nicht bekannt.